# 林天瑞
林天瑞（1927年—2003年3月8日），臺灣高雄市茄萣區人，畫家。年輕時師從顏水龍學習設計與繪畫，後師從李石樵學習素描，並與鄭世璠、張義雄、張萬傳、金潤作等畫家有過論畫情誼。曾任教於高雄市立女子中學（今新興高中），於1952年參與「高雄美術研究會」的成立，隔年（1953年）參與南部美術協會的成立，1971年與鄭獲義、劉清榮、林有涔、宋世雄、王國禎、羅清雲等人共組「高雄市美術協會」。
其畫作題材以自然風景為主，曾獲高雄市美術類「高雄獎」、行政院「文馨獎」。